# Knittelfelder erzählen
Unter dem Titel Knittelfelder erzählen sind – in bisher (2009) zwei Bänden – Sammlung von Beiträgen der Oral History zur Geschichte des Bezirks Knittelfeld in der Zentralsteiermark erschienen.

## Bände
Die beiden Bände sind Großmutter, wie war das damals?, die die Weltkriegs- und Zwischenkriegszeit der Ersten Republik von 1914 bis 1938 in einer österreichischen Kleinstadt behandeln, und Als Großvater in den Krieg ziehen musste über Österreich in der Zeit des Nationalsozialismus und den Zweiten Weltkrieg.

## Entstehung
Entstanden sind die Berichte der ersten Publikation im Herbst 1987 im Zuge eines Oral History-Projektes, an dem 415 Schüler zwischen 12 und 15 Jahren teilnahmen. Sie befragten im Familienkreise ihre Vorfahren über die Zeit die 1910er bis 30er. 1988 wurden diese Berichte vom Herausgeber Gerhard Ebner veröffentlicht, der 80 Berichte mit elf zeitgenössischen Fotos zusammenstellte. 1993 erschien der zweite Band als Sammlung von über 100 Berichten mit 57 zeitgenössischen Fotos, die die Zeit von 1938 bis 1945 behandeln.

## Publikation
- Großmutter, wie war das damals? In: Gerhard Ebner (Hrsg.): Knittelfelder erzählen. 1. Auflage. Band 1. Morawa, Knittelfeld 1990.
- Als Großvater in den Krieg ziehen musste. In: Gerhard Ebner (Hrsg.): Knittelfelder erzählen. 1. Auflage. Band 2. Morawa, Knittelfeld 1993.